# Вавілов Костянтин Васильович
Костянти́н Васи́льович Ваві́лов (2 листопада 1945, Красноармійськ, Московська область — 30 листопада 2009, Дніпро) — заслужений працівник фізичної культури і спорту України, майстер спорту міжнародного класу з бадмінтону, 2-разовий володар Кубка Європи, 32-разовий чемпіон СРСР, 42-разовий чемпіон України, член Національного олімпійського комітету, віцепрезидент Федерації бадмінтону України.

## Життєпис
Займатися бадмінтоном почав у рідному Красноармійську під керівництвом заслуженого тренера РРФСР Бориса Володимировича Глєбовича. Після закінчення Київського інституту фізкультури у 1970 році переїхав до Дніпра, де почав працювати у спортивному комплексі «Метеор» старшим тренером з бадмінтону, поєднуючи тренерську роботу зі спортивними виступами. Упродовж 1960—1980-х років Костянтин Вавілов був лідером радянського бадмінтону. 32 рази ставав чемпіоном СРСР в одиночному, парному та змішаному розрядах. 7 разів ставав Чемпіоном СРСР в одиночній категорії — це досягнення так ніхто і не перевершив. Став одним з трьох радянських бадмінтоністів, які вперше у 1973 році виконали норматив майстра спорту міжнародного класу (одночасно з Миколою Пешехоновим і Віктором Швачком). Після завершення спортивної кар'єри став начальником навчально-спортивного відділу клубу «Метеор». З 1986 по 2009 рік перебував на посаді директора спортивного комплексу «Метеор», головою Дніпропетровської міської громадської організації "Спортивний клуб «Метеор». З 1999 року — помічник генерального директора Державного підприємства «Виробниче Об'єднання Південний Машинобудівний Завод ім. А. М. Макарова» зі спортивно-масової та організаційної роботи.
Помер 30 листопада, на 65-му році життя після тривалої хвороби. Похований на Сурсько-Литовському кладовищі Дніпра.

## Нагороди
- Орден «За заслуги» ІІІ ступеня (1996) — за успіхи в роботі з підготовки спортсменів-учасників Олімпійських ігор в Атланті.
- Грамота Президента Міжнародного олімпійського комітету Х. А. Самаранча (1996).
- Медаль «За заслуги перед містом» (Дніпро, 1997).
- Пам'ятна медаль «А. М. Макарова» (2006).

## Вшанування пам'яті
- До 2016 року у Дніпрі 5 разів проводився Відкритий Всеукраїнський турнір з бадмінтону, присвячений пам'яті майстра спорту міжнародного класу Костянтина Вавілова. У 2016 році його об'єднали з меморіалом заслуженого тренера України Анатолія Гайдука[2].
- У Дніпрі іменем К. В. Вавилова названа Спеціалізована дитячо-юнацька спортивна школа олімпійського резерву з бадмінтону[3].